# Mémoires de l'Académie Imperiale des Sciences de St.-Pétersbourg. Sixième Série. Sciences Mathématiques, Physiques et Naturelles
Mémoires de l'Académie Imperiale des Sciences de St.-Pétersbourg. Sixième Série. Sciences Mathématiques, Physiques et Naturelles (abreviado Mém. Acad. Imp. Sci. St.-Pétersbourg, Sér. 6, Sci. Math.) fue una revista con ilustraciones y descripciones botánicas que fue editada en San Peterburgo desde 1831 hasta 1833. Fue precedida por Mém. Acad. Imp. Sci. St. Pétersbourg Hist. Acad. y reemplazada por Mém. Acad. Imp. Sci. Saint-Pétersbourg, Sér. 6, Sci. Math., Seconde Pt. Sci. Nat..